# Jardín Botánico Oberholz
El Jardín Botánico Oberholz en alemán : Botanischer Garten Oberholz o más formalmente conocido como Botanischer Garten für Arznei- und Gewürzpflanzen Oberholz (Jardín Botánico Oberholz de Especias y Plantas Medicinales) es un jardín botánico de 2 hectáreas de extensión especializado en plantas medicinales y especias que se encuentra en un suburbio de la ciudad de Leipzig, Alemania. Su código de reconocimiento internacional como institución botánica así como las siglas de su herbario es OBRHZ.

## Localización
Se ubica en Störmthaler Weg 2 en Oberholz, un pequeño suburbio al sureste de Großpösna, Leipzig, Sajonia, Alemania.51°15′25.9194″N 12°28′14.52″E / 51.257199833, 12.4707000
Botanischer Garten für Arznei-und-Gewürpflanzen, 
Rat der Stadt Leipzig, D-04463 Oberholz, Deutschland-Alemania
Se encuentra abierto a diario en los meses cálidos del año. La entrada es libre y gratuita.

## Historia
Este jardín botánico fue creado en 1936 como un jardín botánico satelital del Jardín Botánico de la Universidad de Leipzig para proveer a los estudiantes en farmacia de unos conocimientos prácticos en plantas medicinales y aromáticas. 
Fue restablecido en 1945, después de la Segunda Guerra Mundial, por iniciativa de un motivado profesor, y entre 1948 y 2003 fue mantenido por la ciudad de Leipzig como jardín botánico municipal.
Desde el 2003 ha sido mantenido por la "Asociación para la promoción vocacional de las mujeres en Sajonia".

## Colecciones
Actualmente el jardín botánico alberga más de 400 especies, y es cultivado con propósitos de jardín de enseñanza y exhibición.